# 菲律宾LGBT文化
虽然菲律宾的女同性恋，男同性恋，双性恋和跨性别（LGBT）具有独特的文化，但是他们的合法权利是有限的。菲律宾社会普遍容忍男女同性恋（即使不接受），但仍然存在广泛的歧视。菲律宾男同性恋被称为bakla。菲律賓女同性戀被稱為Tibo或Tomboy。
2002年的年轻人生育和性调查显示，15至24岁之间的性活跃的菲律宾人中有11％与同性别的人发生过性关系。根据菲律宾诗人和评论家Lilia Quindoza Santiago的说法，菲律宾文化可能有一个比较灵活的性别概念；“kasarian”（他加祿語中“性别”）的定义比英语单词更少。

## 相关术语
Bakla 和 bading 在他加禄语中指一个有着女性化的举止，衣着或者认同的男性。虽然这些术语并不等同于英文的“Gay（同性恋）”。 bakla 是菲律宾同性恋男子文化中最明显的部分。他们往往被认为是第三性别，在男性身体上体现出女性气质。虽然 bakla 有时用于贬义，但 bakla 人基本上接受了它。菲律宾同性恋小姐是一个 Bakla 选美比赛。
在菲律宾，“Gay”这个单词用来指代任何LGBT人士。对于菲律宾同性恋者来说，他加禄语短语 paglaladlad ng kapa （展开斗篷），或者更普遍的是 paglaladlad （展开或揭幕）指出柜的过程。一些女同性恋使用“magic”或“shunggril”来表示自己； 使用“paminta”描述男性同性恋者。代表男同性恋者的中性俚语包括“billy boy”，“badette”和“bading”。虽然这些词语中有许多被认为是贬义的，但有时却被菲律宾男女同性恋者随意或戏谑地使用。

## 权益
尽管菲律宾立法机构多次提出支持菲律宾同性婚姻的立法，但都没有通过。在2007年大选中菲律宾选举委员会（COMELEC）取消了菲律宾同性恋政党出柜党的候选人资格，原因是该党没有全国性的会员资格。其后COMELEC再次以“不道德”为由拒绝了出柜党提出的加入2010年选举的请求。然而，2010年4月8日，菲律宾最高法院推翻了COMELEC的决定，并允许出柜党参加2010年5月的选举。
菲律宾是全世界对同性恋最友好的国家之一和全亚洲对LGBT最友好的国家之一。在一个涵盖了39个国家的全球性调查中菲律宾在17个多数接受同性恋的国家中排名第10。美国皮尤研究中心题为“对同性恋的全球鸿沟”的调查显示，73％的成年菲律宾人同意“同性恋应该被社会所接受”，比2002年的64%上升了9个百分点。

## 语言
“Swardspeak”，是一种从Taglish语（他加祿語和英语的混杂语言）衍生而来的隐语或黑话，由菲律宾LGBT社区使用。它使用他加禄语，英语，西班牙语和日语的元素，名人的名字和商标品牌，在不同的语境中赋予它们新的含义。来自当地语言或方言的单词，包括宿务语，希里加农语，瓦瑞瓦瑞语，比科兰诺语和其他菲律宾方言，也被LGBT社区使用。
讲 Swardspeak 可以被认定为同性恋者，这使LGBT社区的人们更容易相互认识。这也创造了一批演讲者，帮助社区抵制文化同化和边缘化。异性恋也已经开始使用 Swardspeak ，特别是在时尚和电影等以同性恋为主的行业。

## 政治
在菲律宾，没有关于同性婚姻或民事结合的法律，至少有一个教会引用宗教自由来制裁同性结合。菲律宾出柜党的创始人，领导人和核心选民属于LGBT社区，获政府认可并于2013年参加了选举。
Geraldine Roman 是第一个入选菲律宾国会的跨性别人士。她一直坚决支持反歧视法案。艺人Aiza Seguerra和Arnell Ignacio是第一批被任命为政府官员的LGBT成员。